# USS LST-499
O USS LST-499 foi um navio de guerra norte-americano da classe LST que operou durante a Segunda Guerra Mundial.